# Ulugh Muhammad

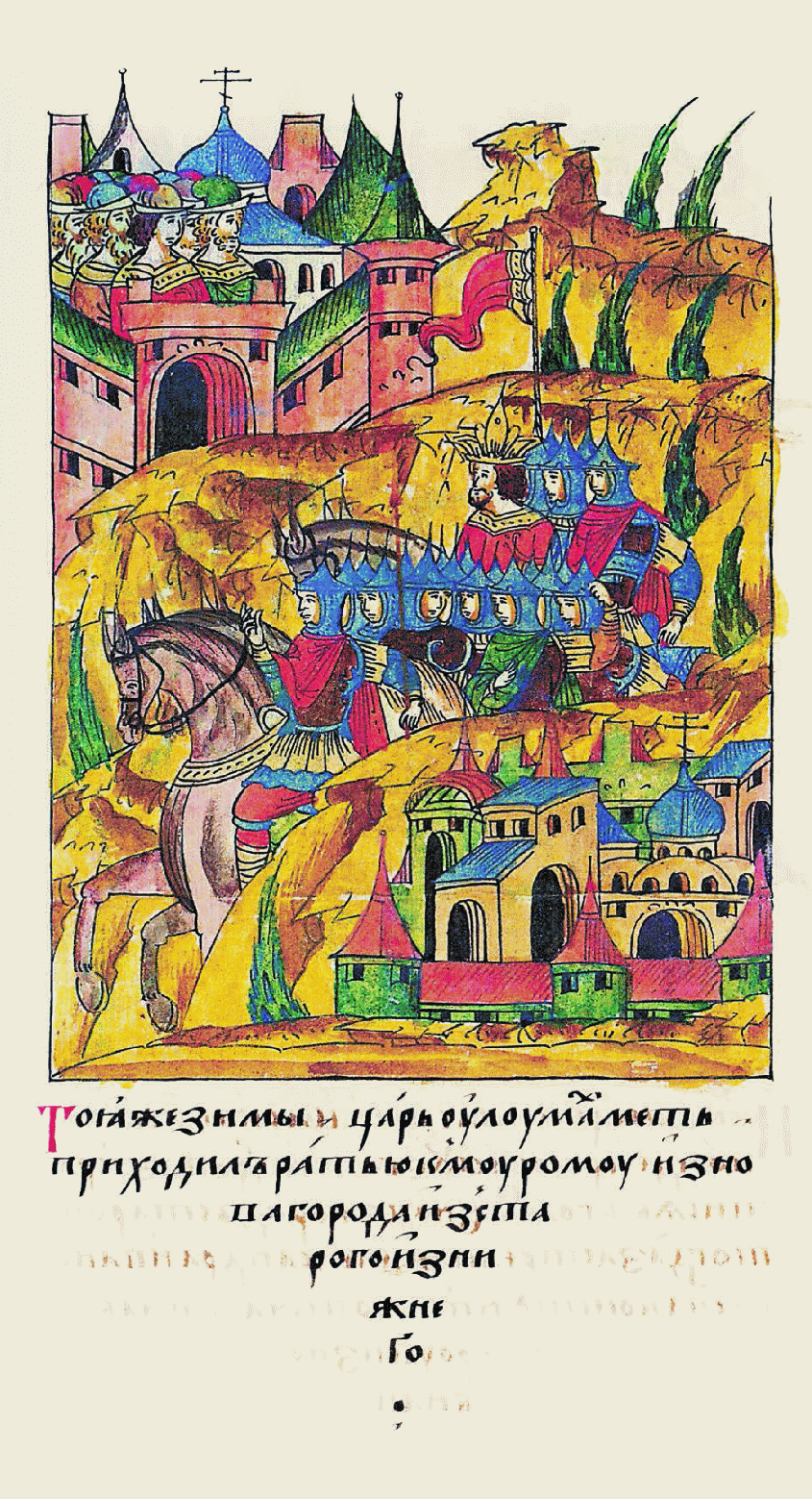
Imagen de la incursión de Ulugh Muhammad a Múrom. Crónica ilustrada de Iván el Terrible.

Ulugh Muhammad (falleció en 1445) (Urdu; persa; árabe: الغ محمد ; en tártaro: Oluğ Möxämmäd: Oluğ Möxämmäd, en ruso: Olugh Mokhammad: Olugh Mokhammad), escrito como Ulanus por los orientales, fue dos veces Khan de la Horda Dorada y fundador del Kanato de Kazán.

## Reinado
Ulugh Muhammad inició llegando al poder, tras la muerte de Yeremferden. Su principal rival para el control de la Horda era su primo Dawlat Berdi, hijo de Yeremferden. En gran parte de su reinado Ulugh Muhammad controló Sarai, y fue por tanto visto como el gobernante más legítimo dentro de la Horda, a pesar de que fue capturado por su rival después del Asedio de Sarai en 1420 y sometido por dos años.
En 1422 Baraq Khan derrotó a ambos, Ulugh Muhammad y Dawlat, y los expulsó del país. Mientras Dawlat quedó en las afueras de Crimea, Ulugh Muhammad huyó al Gran Ducado de Lituania y abogar por la asistencia de Vitautas el Grande. Con esta ayuda fue capaz de marchar hacia Baraq y reconquistar Sarai.
Después de recuperar control sobre el Kanato, Ulugh Muhammad marchó hacia Crimea, donde Dawlat Berdi se había restablecido tras la derrota de Baraq y su muerte. Después de que una serie de escaramuzas indecisos su invasión fue interrumpida debido a la muerte de Vitautas, lo obligó a Ulugh Muhammad concentrar sus fuerzas en Lituania, donde apoyó Sigismund Kęstutaitis contra Švitrigaila en la lucha por el trono lituano. Svitrigaila a su vez apoyaba a Dawlat Berdi y más tarde a Sayid Ahmad I, al igual que Basilio II de Moscú.
Ulugh Muhammad perdió control de la Horda Dorada otra vez a finales de la década del 1430 y este huyó, donde conquistó Kazán y fundó el Kanato de Kazán. Desde ese lugar,  se llevó a cabo una serie de guerras exitosas contra Moscovia que culminó en la captura y rescate de Basilio II.

## Familia
Ulugh Muhammad era más probablemente el hijo de Yalal ad-Din khan, y el nieto de Tokhtamysh, a pesar de que pudo haber sido descendencia de Hassan Jefai, un pariente de Tokhtamysh. De cualquier manera,  fue un descendiente de Jochi y por tanto de Genghis Khan.

## Genealogía
- Genghis Khan
- Jochi
- Touka-Timour
- Ureng-Timour (Khan de Crimea)
- Saridja
- Toulak-Timour
- Touka-Timour
- Kendjé-Tok-Timour
- Ali-Bek-Toula-Timour
- Hassan-Tak-Timour
- Ulugh Muhammad (1437-1446)**
- Yakoub
- Shaykh Ahmed
- Hussein-Ivan Vassiliévitch
- Prince Ivan Ivanovitch Schirinsky-Schikhmatoff
- Prince Timofeï Ivanovitch Schirinsky-Schikhmatoff
- Prince Ivan Timofeïevitch Schirinsky-Schikhmatoff
- Prince Piotr Ivanovitch Schirinsky-Schikhmatoff
- Prince Mikhaïl Petrovitch Schirinsky-Schikhmatoff
- Prince Andreï Mikhaïlovitch Schirinsky-Schikhmatoff
- Prince Prokhor AndréÏevitch Schirinsky-Schikhmatoff
- Prince Alexandre Prokhorovitch Schirinsky-Schikhmatoff
- Prince Prohor Alexandrovitch Schirinsky-Schikhmatoff
- Prince Alexandre Prokhorovitch Schirinsky-Schikhmatoff
- Prince Alexis Alexandrovitch Schirinsky-Schikhmatoff
- Prince Georges Alexéïevitch Schirinsky-Schikhmatoff
- Prince Cyril Alexéïevitch Schirinsky-Schikhmatoff
- Prince Alexandre Alexéïevitch Schirinsky-Schikhmatoff
  - 1)-Princesa Kyra Alexandrovna Schirinsky-Schikhmatoff
  - 2)Princesa Irina Alexandrovna Schirinsky-Schikhmatoff
  - 3)Princesa Xénia Alexandrovna Schirinsky-Schikhmatoff
    - Fuentes: archivos familiales et le livre de velours des familles nobles de Russie.

## Excavaciones
En 1977, durante excavaciones en el Kazan Kremlin, las fundaciones de las dos piedra blanca mausoleo con los restos de tumbas ricas fueron descubiertas. Fueron localizados en el territorio de la residencia del Khan y eran probablemente tumbas de los kanes y sus familias. En uno de ellos, relacionando al siglo XV, era el entierro de un hombre 35 a 40 años de edad. El difunto estuvo pronunciado representante de la versión física mongólica de Asia Central: una persona con pómulos grandes, una nariz recta, ligeramente prominente. Características de la estructura de huesos de manos y el atrás del cráneo indica tensiones físicas prolongadas de montar: hombros enderezados y relajados y la cabeza ligeramente inclinada hacia atrás. Un número de indicadores sugiere estacionalidad en la dieta, propio de la vida nómada. El análisis prudente llevó a la conclusión que los restos eran aquellos del fundador del Kanato de Kazán, Kan Mahmud.   En 1994, T.S. Baluevoy reconstruyó la cara de Olugh Mokhammad.